# Philippe Essig
Philippe Essig, né le 19 juillet 1933 à Paris, décédé le 2 décembre 2024, est un haut fonctionnaire, dirigeant d'entreprises et homme politique français.

## Biographie
Fils de Jean Essig et gendre d'Edmond Lanier, il suit ses études au Lycée Janson-de-Sailly à Paris. Élève de l'École polytechnique (promotion X 1951), il est ingénieur des ponts et chaussées en 1956.
Il travaille pour les Chemins de Fer Dakar-Niger entre 1957 et 1959, puis est nommé Directeur des Chemins de Fer du Cameroun en 1961. Il le reste jusqu'en 1966. Il est ensuite nommé Ingénieur en chef affecté à la RATP en 1967.
Après plusieurs postes occupés, il est Directeur général de la RATP de 1982 à 1985, puis Président de la SNCF de 1985 à 1988.
Le 12 octobre 1987, il inaugure avec le maire de Bordeaux Jacques Chaban-Delmas et le Directeur Régional de la SNCF Marc Cauty les nouvelles installations modernisées de la gare de Bordeaux-Saint-Jean à Bordeaux, devant permettre l'accueil du futur TGV Atlantique.
Il devient par la suite Secrétaire d'État chargé du Logement auprès de Maurice Faure, ministre de l'Équipement et du Logement de François Mitterrand, du 10 mai 1988 au 28 juin 1988 dans le Gouvernement de Michel Rocard (1).
Il est président de TML TransMancheLink de 1988 à 1991.

## Décorations
- Commandeur de la Légion d'honneur
- Officier de l'ordre national du Mérite